# Йоні Стоянов
Йоні Стоянов (болг. Йоан "Йони" Стоянов, івр. יואן "יוני" סטויאנוב, нар. 22 травня 2001, Пловдив) — болгарський та ізраїльський футболіст, півзахисник ізраїльського клубу «Хапоель» (Беер-Шева) та національної збірної Болгарії.

## Клубна кар'єра
Народився 22 травня 2001 року в місті Пловдив, Болгарія. У віці 2 років він переїхав з родиною до Ізраїлю, де й виріс у місті Герцлія. Саме тут і почав займатись футболом у клубі «Хапоель» з цього міста. 2020 року взяв участь в одному матчі дорослої команди за цей клуб у Лізі Алеф, третьому дивізіоні чемпіонату Ізраїлю.
2020 року він став гравцем вищолігового клубу «Хапоель» (Кфар-Сава). Відіграв за команду з Кфар-Сави наступні два сезони своєї ігрової кар'єри. Більшість часу, проведеного у складі кфар-савського «Хапоеля», був основним гравцем команди.
У червні 2022 року він підписав чотирирічний контракт з «Хапоелем» (Беер-Шева), але зігравши за нову команду лише один матч, ще до закриття трансферного вікна у вересні гравця було віддано в оренду на сезон у клуб «Секція Нес-Ціона». Граючи у складі «Секція Нес-Ціона» Стоянов здебільшого виходив на поле в основному складі команди, забивши 5 голів у 27 іграх чемпіонату. Повернувшись влітку 2023 року до «Хапоеля», Йоні став основним гравцем команди й у сезоні 2024/25 виграв з командою Кубок Ізраїлю. Станом на 5 липня 2025 року відіграв за беер-шевську команду 62 матчі в національному чемпіонаті.

## Виступи за збірні
Протягом 2021—2022 років залучався до складу молодіжної збірної Болгарії. На молодіжному рівні зіграв у 6 офіційних матчах.
23 вересня 2022 року дебютував в офіційних іграх у складі національної збірної Болгарії в матчі Ліги націй проти Гібралтару (5:1)
| Дата       | Місто         | Господарі          | Результат | Гості      | Турнір                               | Голи | Примітки |
| ---------- | ------------- | ------------------ | --------- | ---------- | ------------------------------------ | ---- | -------- |
| 23-9-2022  | Разград       | Болгарія           | 5 – 1     | Гібралтар  | Ліга націй УЄФА 2022-2023 - 1-й етап | -    | 60'      |
| 26-9-2022  | Скоп'є        | Північна Македонія | 0 – 1     | Болгарія   | Ліга націй УЄФА 2022-2023 - 1-й етап | -    | 82'      |
| 16-11-2022 | Ларнака       | Кіпр               | 0 – 2     | Болгарія   | товариський матч                     | -    | 63'      |
| 20-11-2022 | Люксембург    | Люксембург         | 0 – 0     | Болгарія   | товариський матч                     | -    |          |
| 24-3-2023  | Софія (місто) | Болгарія           | 0 – 1     | Чорногорія | Відбір до ЧЄ 2024                    | -    |          |
| 27-3-2023  | Будапешт      | Угорщина           | 3 – 0     | Болгарія   | Відбір до ЧЄ 2024                    | -    |          |
| 17-6-2023  | Каунас        | Литва              | 1 – 1     | Болгарія   | Відбір до ЧЄ 2024                    | -    | 81'      |
| 10-9-2023  | Подгориця     | Чорногорія         | 2 – 1     | Болгарія   | Відбір до ЧЄ 2024                    | -    | 63'      |
| 22-3-2024  | Баку          | Танзанія           | 0 – 1     | Болгарія   | товариський матч                     | -    | 46'      |
| Усього     |               | Матчів             | 9         |            | Голів                                | 0    |          |

## Титули і досягнення
- Володар Кубка Ізраїлю (1):

«Хапоель» (Беер-Шева): 2024/25
- Володар Суперкубка Ізраїлю (2):

«Хапоель» (Беер-Шева): 2022, 2025